# St. Stephan (Sulzbach am Inn)

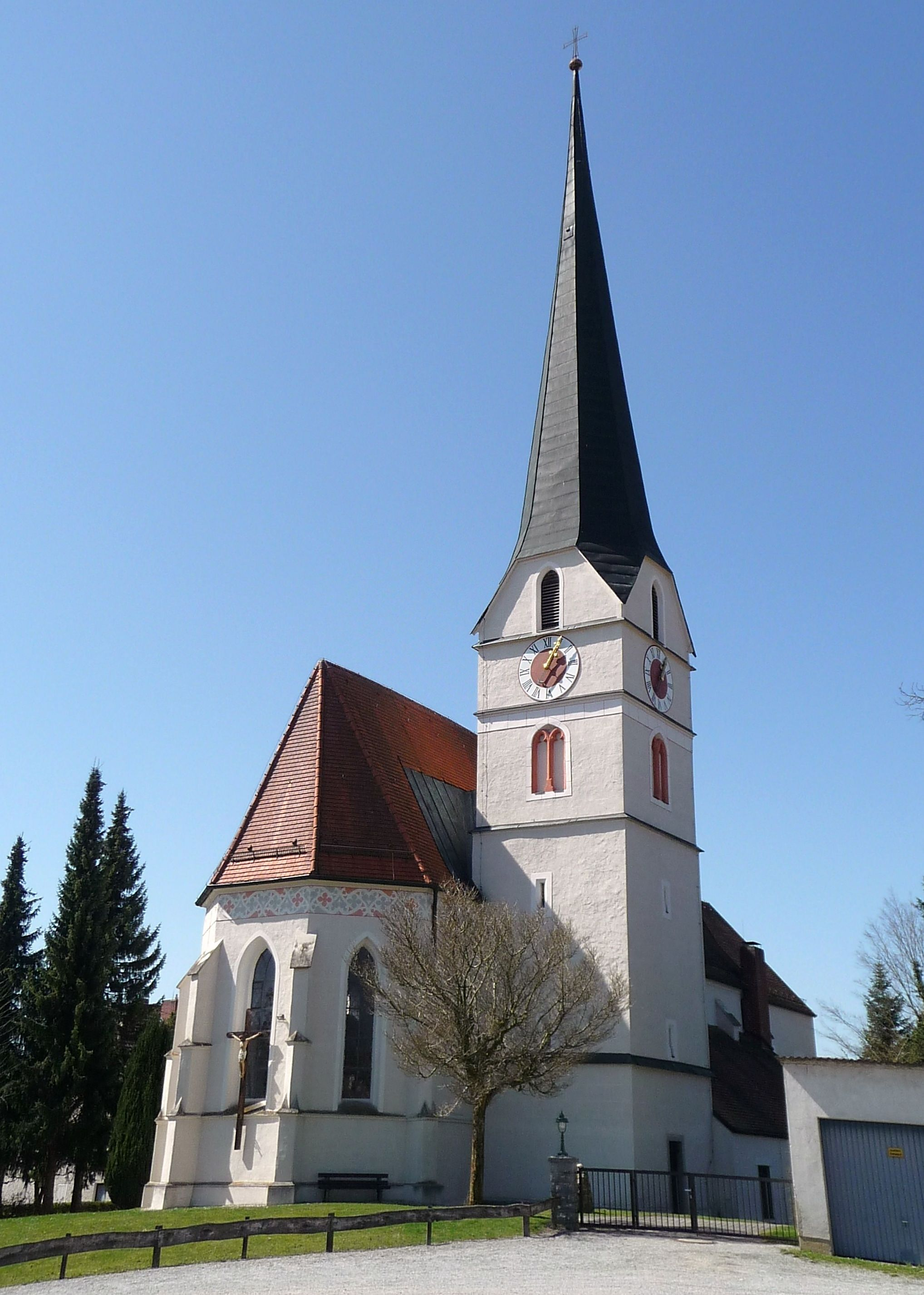
Pfarrkirche St. Stephan (Sulzbach am Inn)

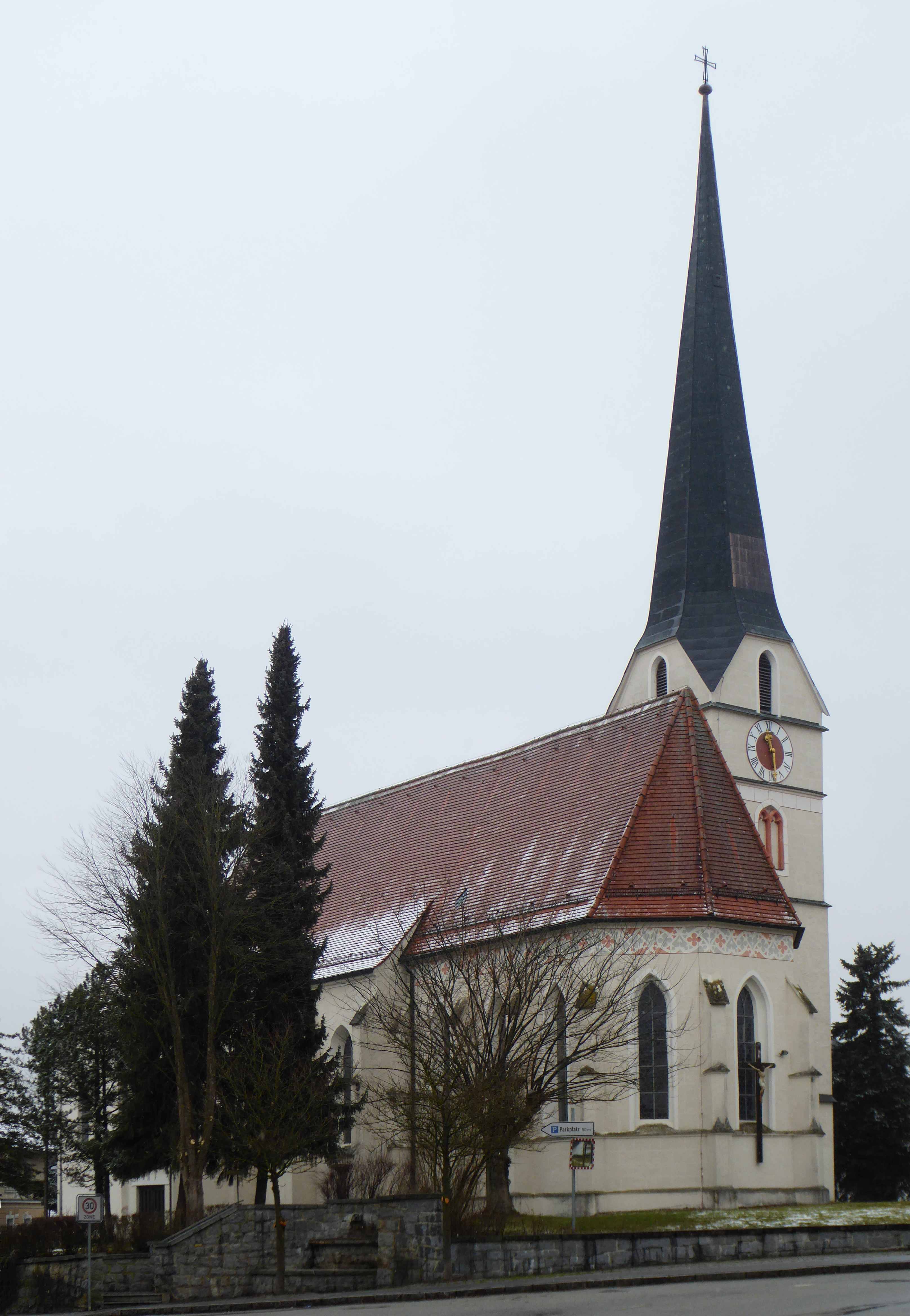
Südostansicht

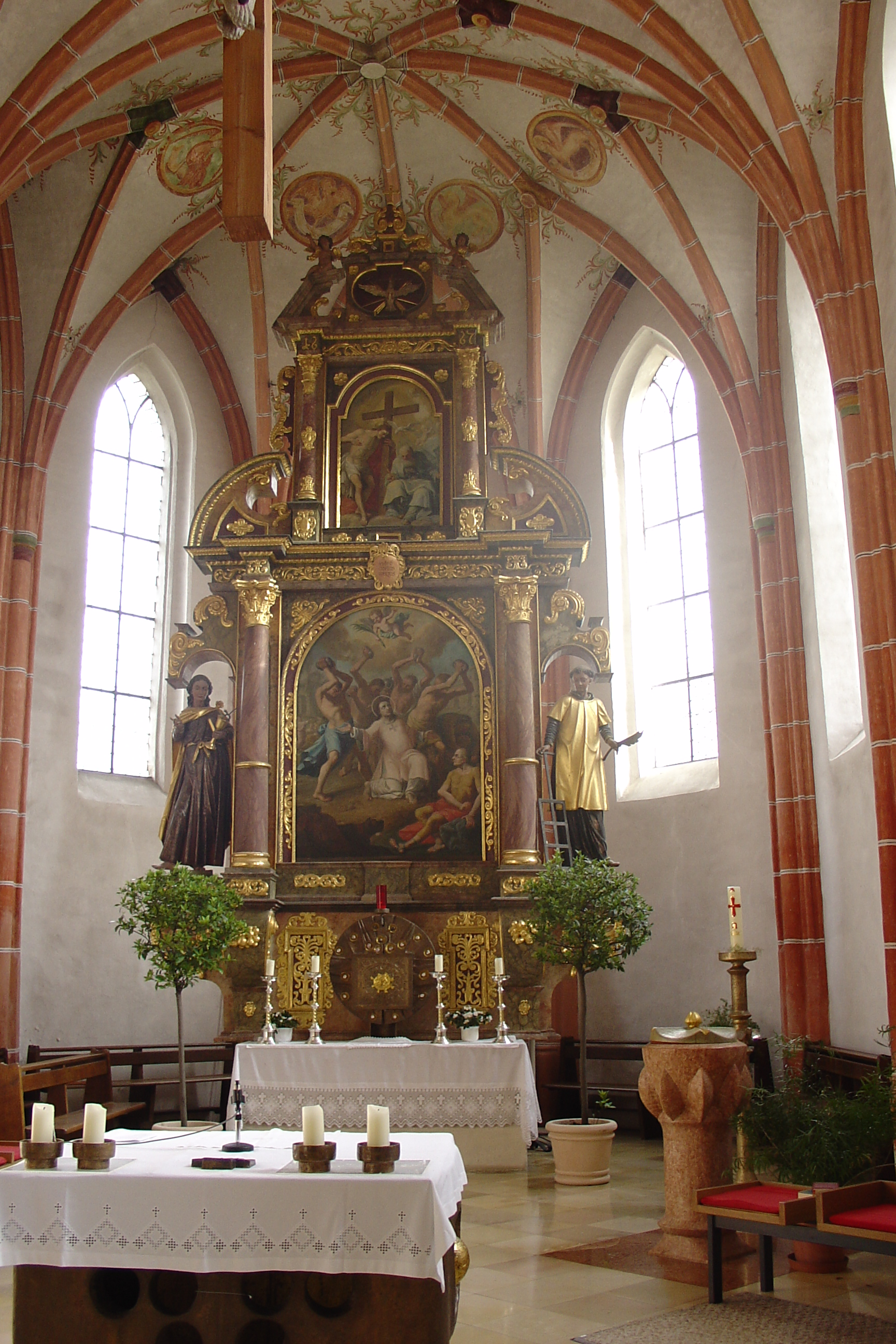
Innenansicht

Die römisch-katholische Pfarrkirche St. Stephan ist eine spätgotische Saalkirche im Ortsteil Sulzbach am Inn von Ruhstorf an der Rott im niederbayerischen Landkreis Passau. Sie gehört zum Pfarrverband Ruhstorf an der Rott im Dekanat Pocking des Bistums Passau.

## Geschichte und Architektur
Die Pfarrei Sulzbach besteht seit 788 und ist seit 1188 dem Benediktiner-Kloster Vornbach inkorporiert. Die Pfarrei gehört seit 1974 zum Pfarrverband Ruhstorf an der Rott.
Der Neubau erfolgte unter dem Abt Theoderich, der dem Kloster in den Jahren 1439–1461 vorstand,  und wurde nach einer auf der Westseite des Chorbogens aufgemalten Jahreszahl erst 1474 vollendet. Das Turmoberteil wurde nach 1500 durch Blitzschlag zerstört und danach erneuert. Im Jahr 1970 wurde das Langhaus nach Westen erweitert, wobei die unterwölbte Empore beseitigt wurde.
Das Äußere der Kirche ist mit stufenartig abgesetzten Strebepfeilern gegliedert; an der Nordseite des Chores steht der gedrungene Turm, der durch einen Spitzhelm mit Walmgiebeln abgeschlossen ist.
Das Innere ist durch die regional typischen Formen der Spätgotik gekennzeichnet. Der Chor besteht aus zwei Jochen und endet in einem Fünfachtelschluss. Die Rippen des Netzgewölbes werden von halbrunden Diensten aufgefangen, welche vor den Schildbogenstellungen mit Rundstabprofil aufgebaut sind. Das Schiff ist etwas niedriger und erheblich breiter als der Chor proportioniert und war ursprünglich in vier Joche gegliedert. Das Stichkappengewölbe ist nahezu tonnenförmig und mit einem Rippennetz versehen. Kräftige Schildbogenstellungen mit Fasen mit davor stehenden Halbrunddiensten zur Aufnahme der Rippen gliedern die Seitenwände. Im Chor sind alle Rippenkreuzungen, im Schiff nur die im Scheitel befindlichen Kreuzungen mit kleinen, tellerförmigen Schlusssteinen versehen. Die Rankenmalerei am Gewölbe ist stark erneuert, im Chorschluss sind Medaillons mit den Evangelistensymbolen angebracht. Die beiden neu erbauten Joche sind vom ursprünglichen Bestand klar unterscheidbar gestaltet.

## Ausstattung
Das Hauptstück der Ausstattung wird durch einen am Altarauszug auf das Jahr 1667 datierten stattlichen Hochaltar gebildet. Er ist in zwei Geschosse mit je zwei Säulen gegliedert und wird durch einen gewichtig proportionierten Auszug bekrönt, zu dem segmentbogige Giebelstücke überleiten. Seitlich aufgestellte Schmuckbaldachine sind für die Schnitzfiguren der Heiligen Johannes Evangelista und Laurentius bestimmt. Die Seitenaltäre gehören dem frühen Rokoko an und sind in die Zeit um 1730/1740 zu datieren. Die Orgel ist ein Werk von Ludwig Eisenbarth aus dem Jahr 1971 mit 14 Registern auf zwei Manualen und Pedal.